# Subaru XT
La Subaru XT è un'autovettura del tipo coupé prodotta dalla casa automobilistica giapponese Subaru dal 1985 al 1991.

## Caratteristiche

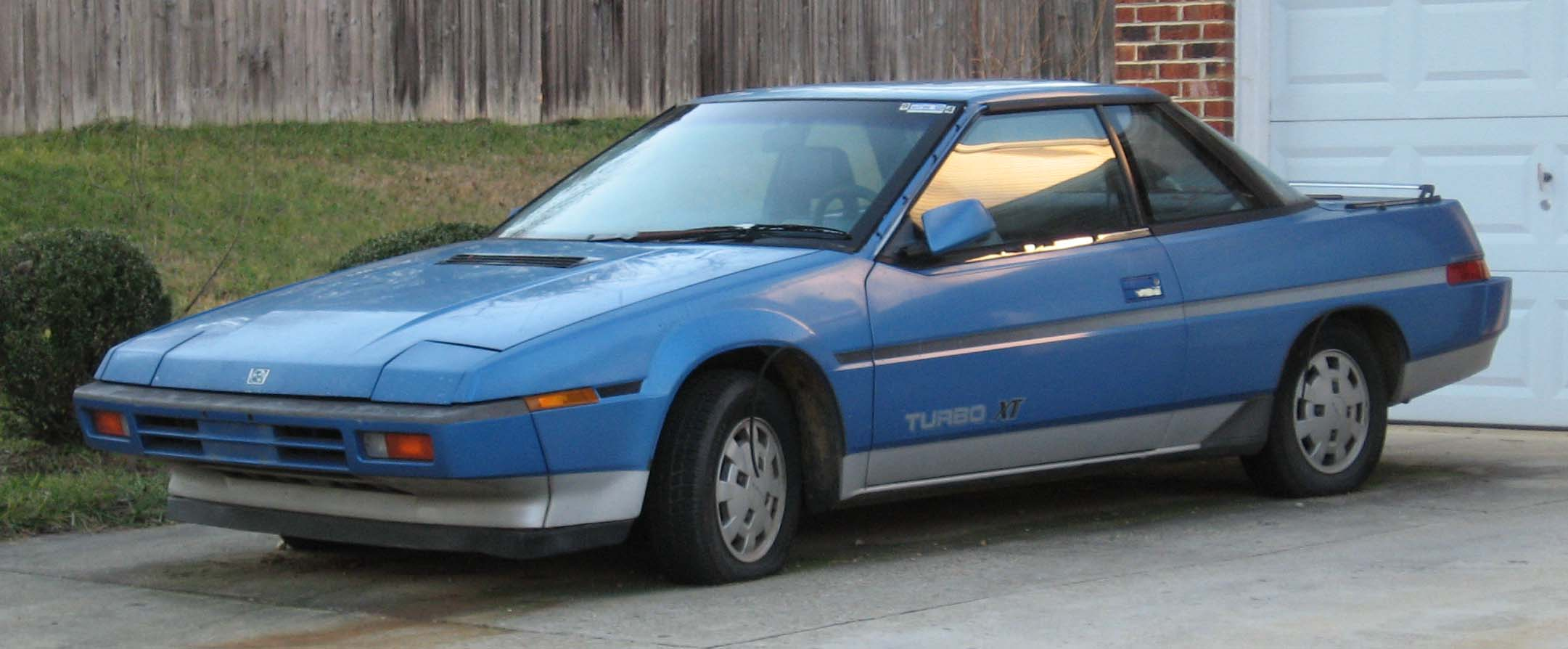
XT Turbo

In Giappone era commercializzata come Alcyone, in Australia e Nuova Zelanda con il nome Vortex e con il nome XT (i modelli dotati di motore a quattro cilindri) o XT6 (nei modelli con motore a sei cilindri) in Nord America ed Europa. Era disponibili sia con la sola trazione anteriore che con quella integrale. La Subaru XT debuttò nel febbraio 1985 nel mercato americano, seguito a giugno da quello nipponico. La XT fu sostituita dalla Subaru SVX nel 1992.

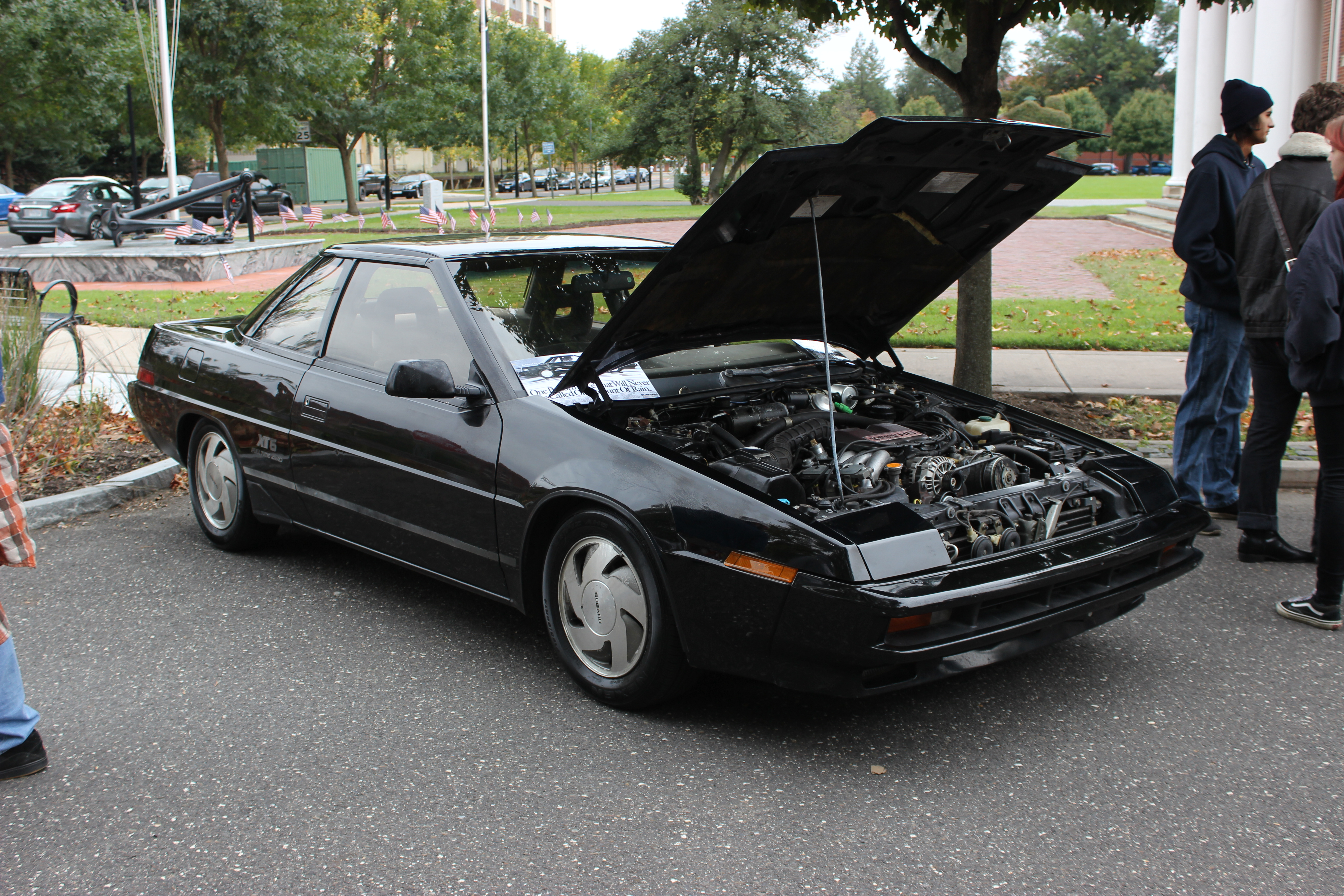
XT6

La XT all'esordio nel 1985 montava due motorizzazioni:
- EA82: 1781 cm³ boxer a 4 cilindri che produceva 97 CV (72 kW) a 5200 giri/min ed 140 Nm di coppia a 3200 giri/min;
- EA82T: 1781 cm³ boxer a 4 cilindri turbocompresso che produceva 112 CV (83 kW) a 4800 giri/min e 194 Nm di coppia a 2800 giro/min. Dal 1987, la potenza è aumentata a 115 CV (86 kW). In Europa la potenza della XT turbo era di 136 CV (100 kW).

Nella metà del 1987 Subaru introdusse, oltre alla trazione integrale e ad un nuovo cambio automatico, la XT6 dotata di un motore siglato ER27 a 6 cilindri boxer da 2,7 litri che sviluppava 145 CV (108 kW). L'XT6 inoltre aveva sospensioni più rigide per gestire l'aggravio di peso dato dal motore più grande e mozzi delle ruote con fissaggio a 5 bulloni per gestire la maggiore coppia.